# Paul De Preter
Paul De Preter (8 juni 1950) is een gewezen Belgische atleet en handballer. Als atleet had hij toegelegd op het hoogspringen. Hij veroverde één Belgische titel. Als handballer haalde hij één landstitel en zeventig selecties voor de nationale ploeg.

## Biografie

### Hoogspringen
De Preter verbeterde in 1972 eerst het Belgische indoorrecord hoogspringen tot 2,07 m en daarna het outdoorrecord van Roger Lespagnard tot 2,10 m. In twee verbeteringen bracht hij het record tot 2,12. Hij werd dat jaar ook Belgisch kampioen. Een blessure verhinderde een selectie voor de Olympische Spelen in München.
In 1973 mocht De Preter wel deelnemen aan de Europese indoorkampioenschappen, waar hij werd uitgeschakeld in de kwalificaties. In 1974 verbeterde hij het Belgisch indoorrecord tot 2,14 en nam hij opnieuw deel aan de Europese indoorkampioenschappen. Hij kwalificeerde zich dat jaar ook voor de Europese kampioenschappen in Rome, waar hij met 2,11 elfde werd in de kwalificaties. Begin 1975 evenaarde hij het Belgisch indoorrecord en werd hij alweer geselecteerd voor de Europese indoorkampioenschappen.
In 1976 sprong De Preter over 2,18, de limiet voor deelname aan de Olympische Spelen in Montreal. Hij werd gedwongen tot een testwedstrijd met Guy Moreau, die hij verloor. Hij besloot toen te stoppen als topatleet.

### Handbal
De Preter kwam in 1969 tijdens zijn studies aan de Katholieke Universiteit Leuven in contact met het handballen. Hij werd lid van de universitaire ploeg. Nadat hij gestopt was met atletiek, bouwde hij nog een schitterende handbalcarrière uit met één landstitel en zeventig selecties voor de nationale ploeg. Na zijn actieve carrière bleef hij in het handbal.

### Clubs
De Preter was in zijn jeugd aangesloten bij AC Lyra en stapte als scholier over naar Duffel AC. Als handballer was hij aangesloten bij Klub Mechelen Handbal. Hij werd daarna speler-trainer bij handbalclub Duffel en trainer bij verschillende handbalclubs.

## Belgische kampioenschappen
atletiek
| Onderdeel    | Jaar |
| ------------ | ---- |
| hoogspringen | 1972 |

handbal
| Competitie       | Seizoen   |
| ---------------- | --------- |
| Landskampioen    | 1978-1979 |
| Beker van België | 1977-1978 |

## Persoonlijk record
| Onderdeel    | Prestatie | Datum | Plaats |
| ------------ | --------- | ----- | ------ |
| hoogspringen | 2,18 m    | 1976  |        |

## Palmares

### hoogspringen
- 1972:  BK AC – 2,08 m
- 1973: 19e in kwal. EK indoor in Rotterdam – 2,05 m
- 1974: 22e in kwal. EK indoor in Göteborg – 2,05 m
- 1974: 11e in kwal. EK in Rome – 2,11 m
- 1975: 17e in kwal. EK indoor in Katowice – 2,10 m

### handbal
- 1978: Belgisch bekerwinnaar (Klub Mechelen Handbal)
- 1979: Belgisch landskampioen (Klub Mechelen Handbal)